# Ipomoea fissifolia
Ipomoea fissifolia là một loài thực vật có hoa trong họ Bìm bìm. Loài này được (McPherson) Eckenw. mô tả khoa học đầu tiên năm 1989.